# Draba reptans
Draba reptans är en korsblommig växtart som först beskrevs av Jean-Baptiste de Lamarck, och fick sitt nu gällande namn av Merritt Lyndon Fernald. Draba reptans ingår i släktet drabor, och familjen korsblommiga växter. Inga underarter finns listade i Catalogue of Life.